# فارا سن مارتینو
فارا سان مارتینو (به ایتالیایی: Fara San Martino) یک کومونه در ایتالیا است که در استان کییتی واقع شده‌است.

## خصوصیات
فارا سان مارتینو ۴۳ کیلومتر مربع مساحت و ۱٬۶۲۳ نفر جمعیت دارد و ۴۴۰ متر بالاتر از سطح دریا واقع شده‌است.